# 加勒特·奈夫
加勒特·奈夫（Garrett Neff，1984年4月12日—）是美國的一位男性模特。他是Calvin Klein的代言模特之一。2010年，他被models.com選為男子模特前50名。